# Cervaro
Cervaro ist eine italienische Stadt in der Provinz Frosinone in der Region Latium mit 7782 Einwohnern (Stand 31. Dezember 2023). Sie liegt 138 km südöstlich von Rom und 60 km südöstlich von Frosinone.

## Geographie
Cervaro liegt in der Ebene von Cassino unterhalb des Monte Corno. Es ist Mitglied der Comunità Montana Valle del Liri.
Die Ortsteile sind: Isola Tocca, Pastenelle und Santa Lucia
Die Nachbarorte sind Cassino, San Vittore del Lazio, Sant’Elia Fiumerapido, Vallerotonda und Viticuso.

## Geschichte
Im Jahre 717 übertrug Papst Gregor II. (669–731) die Gegend um die alte römische Stadt Cassino der Abtei Montecassino. Daraufhin ließ Abt Petronax (717–747) eine Befestigung mit dem Namen Castrum Cerbarii errichten, die als ein Capo Castello, also Hauptburg, bezeichnet wurde. Als Teil der Terra di San Benedetto blieb die sich bildende Siedlung bis 1811 im Besitz der Abtei und wurde dann direkt dem Königreich Neapel eingegliedert. Im  Frühjahr 1944 wurde Cervaro im Zuge der Kämpfe um die Gustav-Linie zerstört und danach wiederaufgebaut. Der Ort wurde nicht von einer Emigrationswelle betroffen, denn die Bevölkerungszahl erhöhte sich von 1901 an um über 50 Prozent.

## Sehenswürdigkeiten
- Nordöstlich des Ortszentrums steht das Wallfahrtsheiligtum S. Maria de Piternis, das 1408 wegen einer Marienerscheinung errichtet wurde und das Ziel merklicher religiöser Verehrung ist. Der Name leitet sich wahrscheinlich von der Floskel in sempiternis gratis ab, was in immerwährender Gunst bedeutet, welche den Gläubigen verheißen wurde. Nach den Schäden des Zweiten Weltkriegs erfolgte am 7. September 1970 die Wiedereröffnung.  Der prachtvolle dreischiffige Innenraum enthält das Gnadenbild der thronenden Madonna mit dem segnenden Jesuskind in der ersten linken Kapelle innerhalb einer Rundbogennische, die von einer Draperie mit einer Königskrone, welche von zwei Engeln gehalten wird, umschlossen ist. Einige Fresken zeigen an der Innenwand sechs Heilige und an der Apsisrückwand in zwei Registern übereinander unten acht Heiligenfiguren, deren eine ganz und eine zweite halb zerstört sind, und oben Christus in der Mandorla zwischen Engeln und den heiligen Petrus und Paulus. Florale Dekors finden sich im Tonnengewölbe zusammen mit Veduten und Putti.
- An der zentralen Piazza Casaburi ist neben dem Rathaus die Kirche S. Maria de Piternis vorhanden, die den gleichen Namen wie das Wallfahrtsheiligtum trägt. Sie ist im klassizistischen Stil des 19. Jahrhunderts gestaltet, welcher sich in der Fassade zeigt.
- Am selben Platz befindet sich der Palazzo Castaldi aus dem späten 19. Jahrhundert. Seine Fassade ist von drei unterschiedlich gestalteten Rundbogenportalen  zu ebener Erde und einem an palladianische Vorbilder im Veneto erinnernden zentralen Fenster in Türform mit Pilastern und Säulen mit oberem Serlianabogen bestimmt.
- Das religiöse Zentrum Cervaros ist die Pfarrkirche S. Maria Maggiore am Ende der Via Cervo. Sie besitzt eine Fassade mit zweiläufiger Treppe, unten steinansichtiger Wand mit Rechteckportal, das die Bauinschrift und eine Engelsprotome enthält, und eine obere Ordnung mit einem mittig eingefügten herzförmigen Fenster unter einem großen Serliana-Giebel. An der linken Längswand ist ein Seitenportal vorhanden. Der Glockenturm mit zwei Obergeschossen als Glockenstube steht am Abhang des Hügels mit dem frühmittelalterlichen Namen Pesculum, auf dem sich das Castellum Cerbarii befand. Im Jahre 757 soll der abgedankte Langobardenkönig Ratchis hier kurzzeitig gelebt haben.
- Südwestlich liegt außerhalb des Stadtzentrums auf dem langgestreckten Monte Trocchio die Ruine des Castello Torrocolo, das in einer Urkunde von Papst Viktor II. (1055–1057) mit dem Namen turruculum als Besitz der Abtei Montecassino genannt ist. Bis 1601 gab es hier eine eigene kleine Gemeinde, die sich damals wegen einer Pestepidemi an Cervaro angliederte. Heutzutage sind Reste der Umfassungsmauer mit einem Zangentor und einem Bergfried, Mauern von etlichen inneren Gebäuden und einer Kirche sowie eine Zisterne zu erkennen.

## Bevölkerungsentwicklung
| Jahr      | 1861 | 1881 | 1901 | 1921 | 1936 | 1951 | 1971 | 1991 | 2001 | 2017 |
| --------- | ---- | ---- | ---- | ---- | ---- | ---- | ---- | ---- | ---- | ---- |
| Einwohner | 4378 | 4445 | 5330 | 6168 | 6502 | 6654 | 4780 | 6680 | 7022 | 8104 |

Quelle: ISTAT

## Politik
Bei der Wahl vom 20. September 2020 wurde Ennio Marrocco (Lista Civica: Il Cervo Per Cervaro) zum neuen Bürgermeister gewählt.

## Kultur
Im Juni ist das Ortszentrum Schauplatz einer Infiorata, des Schmückens von Straßen und Plätzen mit einem Blumenteppich.